# BUX

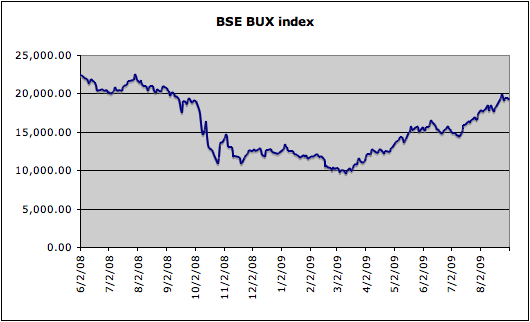
Este gráfico muestra el índice BUX de la Bolsa de Valores de Budapest desde junio de 2008 hasta finales de agosto de 2009.

El BUX es el índice bursátil de grandes empresas de la bolsa de Budapest.

## Componentes
A 1 de octubre de 2010:
| Compañía       | Peso en el índice |
| -------------- | ----------------- |
| OTP Bank       | 29,49%            |
| MOL            | 29,10%            |
| Richter Gedeon | 20,07%            |
| Magyar Telekom | 13,63%            |
| Egis           | 3,63%             |
| FHB            | 1,53%             |
| PannErgy       | 0,63%             |
| RFV            | 0,57%             |
| Fotex          | 0,52%             |
| Rába           | 0,49%             |
| TVK            | 0,21%             |
| econet.hu      | 0,14%             |